# Graecum est, non legitur
Graecum est, non legitur (« C'est [un texte] grec, [cela] ne se lit pas ») est une locution latine qui figure dans de nombreux manuscrits du Moyen Âge. Insérée dans la marge d'un ouvrage rédigé en latin, elle signale la présence d'un passage écrit en grec ancien que le copiste ne peut comprendre. D'une manière générale, la connaissance du grec ancien était peu répandue à cette époque.

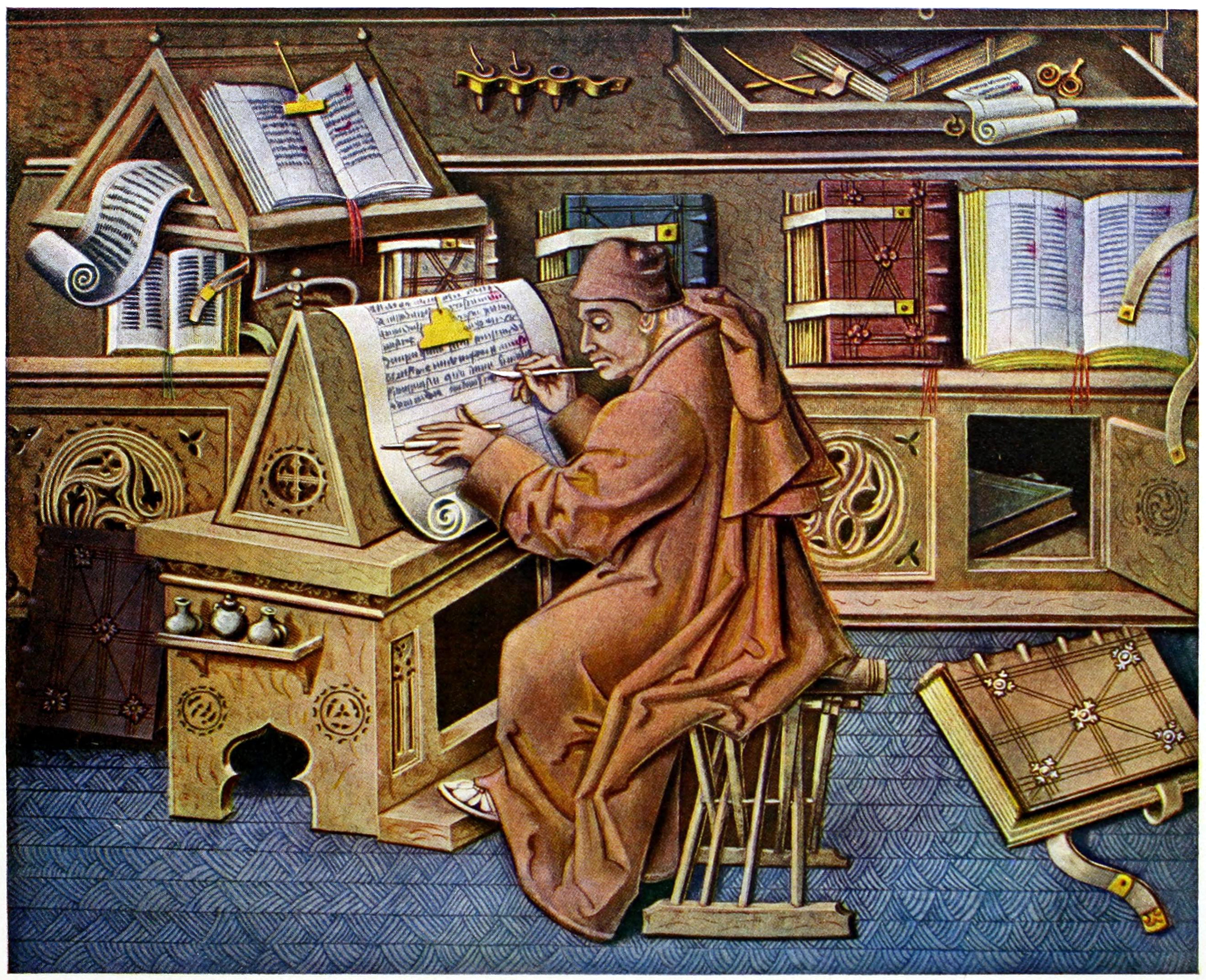
Le Copiste par Jean Le Tavernier (1456).

La formule existe également au pluriel : Graeca sunt, non leguntur.

## Histoire
Le manque de maîtrise du grec ancien a conduit les copistes du Moyen Âge à considérer que les citations rédigées dans cette langue devaient être laissés de côté. Ces passages n'étaient donc ni transcrits ni traduits.
Au XIIIe siècle, le jurisconsulte florentin Accursius, chaque fois que dans ses conférences il rencontrait un vers d'Homère mentionné dans le Corpus juris civilis, aurait eu coutume de dire : Graecum est, nec potest legi (« C'est du grec et ne peut être lu »). Cette phrase, cependant, ne figure pas dans le texte de ses Gloses et la présentation du Digeste par Accursius, comme l'a démontré Alberico Gentili, prend soin d'expliquer le sens des termes grecs.
La méconnaissance du grec parmi les clercs est restée majoritaire jusqu'au XVIe siècle et à l'humanisme de la Renaissance, époque où l'érudit Guillaume Budé a défendu la cause de la philologie et des langues anciennes, dont le grec, ce qui aboutit en 1530 à la fondation du Collège des lecteurs royaux  (actuel Collège de France).